# Samantha Maya
Samantha Maya Šolaja, bolj znana le kot Samantha Maya, slovenska pevka, * 7. maj 1999

## Življenjepis in glasbena pot
Samantha Maya je pevka mlajše generacije slovenske glasbene scene. Leta 2017 je zmagala na prvi izvedbi festivala Slovenska nota in s tem prvič pritegnila pozornost medijev. Januarja 2019 je pri založbi Menart izdala prvo skladbo »Do neba«, s katero se je uvrstila na spored radijskih postaj. Do konca leta sta sledila singla »Na drugi strani« in »Dotik«, ki ju je ustvarila v sodelovanju z Žanom Serčičem. Po »Dotiku« je začela sodelovati s Kevinom Koradinom in Cliffordom Goilom. Prvi plod tega sodelovanja je bil singel »Glas« (junij 2020), ki je med drugim postal tudi popevka tedna na Valu 202. Naslednji singel je bila »Venera« (november 2020), ki jo je pospremil izid istoimenskega EP-ja, na katerem je zbrala single zadnjih dveh let. Aprila 2021 je na radijske valove poslala novo skladbo »Sanjava (Runaway)«, s katero se je uvrstila med tri najbolj predvajane slovenske pesmi tistega meseca na lestvici SloTop50. Leta 2022 je posnela svoj prvi duet s pevko Stello z naslovom »Le spomin«, za tem pa je v istem letu izdala še singla "Adrenalin" in  "Yin&Yang". Leta 2023 je v svet poslala single z naslovom "Past", v začetku novega leta 2024 pa je z izidom pesmi "Melanholija" naznanila prihod svojega drugega studijskega albuma. V maju leta 2024 je izdala svoj prvi album z naslovom "Sophia", istočasno pa še singel "Amor". Premierno predstavitev albuma je izvedla na Radiu SI - odru Mainstage. Album zajema devet pesmi, edina, ki ni izšla kot singel, je pesem "Stik". Konec istega leta ter začetek novega je na radijske valove poslala še dva singla, z naslovom “Komet” ter “Odmevi”. Pred kratkim pa se je s pesmijo “Horizont” uvrstila tudi med 14 nastopajočih na 44. Melodijah morja in sonca, kjer je prejela največ točk s strani gledalcev (televoting).       
Svojo kariero je že kot najstnica pričela s skupino The Takeover (nastopali so kot Samantha & The Takeover ali Samantha Maya z The Takeover, tudi samo kot The Takeover). Leta 2019 se je narava njihovega sodelovanja nekoliko spremenila in The Takeover so postali spremljevalni bend, ki se ga poimensko ni izpostavljalo. Odtlej so se člani njenih spremljevalnih zasedb menjali, danes pa jo sestavljajo: Rok Šenk, Blaž Horvat/ Alex Zorko ter Urban Dacar. V preteklem letu so skupaj predstavljali album v živo, premierno na odru Mainstage radia SI, za tem pa še v Zorici, Orto Baru ter na Pogačarjevem trgu na silvestrovo. 
Petja se je nekaj časa učila pri Alyi, ter Raiven, vse od osnovne do konca srednje šole pa je prepevala v tekmovalnih zborih. Na tem tudi sloni njen prepoznavni zborovski, večglasni zvok, ki ga lahko slišimo v vseh singlih. 
Še pred petjem, je Samantha Maya vso svojo pozornost usmerjala v ples in je na OŠ Prebold kot učenka vodila plesno skupino, s tem pa tudi bila nagrajena kot najmlajša mentorica na šoli. Obiskovala je Gimnazijo Celje – Center., za tem pa Filozofsko fakulteto v Ljubljani. Po izobrazbi je profesorica pedagogike in andragogike ter diplomirana filozofinja.

## Diskografija

### EP:
2020: Venera

### Album:
2024: Sophia

### Singli
| Leto | Naslov               | EP/Album                                       |
| ---- | -------------------- | ---------------------------------------------- |
| 2019 | Do neba              | Venera                                         |
| 2019 | Na drugi strani      | Venera                                         |
| 2019 | Dotik                | Venera                                         |
| 2020 | Glas                 | Venera                                         |
| 2020 | Venera               | Venera                                         |
| 2021 | Sanjava (Runaway)    | Sophia                                         |
| 2021 | Kar si želiš         | Sophia                                         |
| 2022 | Le spomin (s Stello) | Sophia                                         |
| 2022 | Adrenalin            | Sophia                                         |
| 2022 | Yin & Yang           | Sophia                                         |
| 2023 | Past                 | Sophia                                         |
| 2024 | Melanholija          | Sophia                                         |
| 2024 | Stik                 | Sophia                                         |
| 2024 | Amor                 | Sophia                                         |
| 2024 | Komet                |                                                |
| 2025 | Odmevi               |                                                |
| 2025 | Horizont             | *tekmovalna skladba na Melodije morja in sonca |